# جانی جیمسون
جانی جیمسون (انگلیسی: Johnny Jameson؛ زادهٔ ۱۱ مارس ۱۹۵۸) بازیکن فوتبال اهل ایرلند شمالی بود.
از باشگاه‌هایی که در آن بازی کرده‌است می‌توان به باشگاه فوتبال هادرزفیلد تاون، باشگاه فوتبال گلنتوران، و باشگاه فوتبال لینفیلد اشاره کرد.